# عبد الملك فجار
عبد الملك فجار (22 فبراير 1939 - 7 سبتمبر 2020)، هو سياسي إندونيسي شغل منصب وزير الشؤون الدينية.